# Očevid
Očevid je naziv niza procesnih, odnosno tehničkih radnjâ koje na mjestu nekog događaja obavlja sud, policija ili neki drugi za to zakonom ovlašteni državni organ kako bi neposrednim opažanjem stekli saznanja o postojanju ili nepostojanju neke važne činjenice koja može poslužiti kao dokaz u sudskom ili upravnom postupku. Očevid se u pravilu obavlja na mjestu događaja, a sastoji se od razgledavanja mjesta, odnosno prikupljanja raznih dokaza (tragovi, uzorci krvi, tkiva i sl.). Očevid se također može obaviti i izvan mjesta događaja, odnosno pregledom osoba ili predmeta, pri čemu u naknadnom tumačenju tako prikupljenih podataka služe posebni stručnjaci vještaci. 
Načine na koje se prikupljaju podatci i činjenice na očevidu proučava grana znanosti zvana forenzika.